# Eulithis tristis
Eulithis tristis là một loài bướm đêm trong họ Geometridae.